# Talos Kedl
Talos Kedl (* 15. November 1967 in Wien) ist ein österreichischer Künstler, Schwerpunkt Bildhauer.

## Leben
Als Sohn des Bildhauers Rudolf Kedl und der akademischen Malerin Christine Elefant-Kedl wuchs er in Markt Neuhodis im Burgenland auf und lernte schon früh die künstlerischen Techniken der Metall- und Steinbearbeitung. Von 1990 bis 1995 studierte er an der Wirtschaftsuniversität Wien Betriebswirtschaftslehre. Ab 1999 als freischaffender Künstler anerkannt, arbeitete er in einem geförderten Atelier der Stadt Wien in der Davidgasse, ab 2004 bezog er das Atelier in der Heumühlgasse. Ab 2010 errichtete er in Markt Neuhodis die über 15.000 m² umfassende Kunstwiese. Er ist Mitglied der KGB Künstlergruppe Burgenland. Das Schaffen von Talos Kedl umfasst Malerei, Reliefs, Steinskulpturen und vor allem große Kupferplastiken. Ausstellungen in Österreich sowie international etwa in Hamburg, Basel, Berlin, Tokio und Taipei, sowie permanente Skulptureninstallationen im öffentlichen Raum, in Eisenstadt und auf der Kunstwiese in Markt Neuhodis. Er lebt und arbeitet in Wien und Markt Neuhodis.

## Einzelausstellungen (Auswahl)
- 1997: Ausstellung im Atelier Bergmayer, Wien
- 1999: Raumobjekte/Blickfang Internationale Designermesse in Stuttgart, Hamburg und München
- 2000: Ausstellung beim Kulturenfestival Literatur & Wein, Stift Göttweig, Niederösterreich
- 2003: Ausstellung im Pannoniahaus, Breitenbrunn
- 2004: Ausstellung im Rumänischen Kulturinstitut, Wien
- 2005: Ausstellung im Europarat in Straßburg, Frankreich
- 2005: Ausstellung in der VOEST-Linz, Linz
- 2005: Ferestre in der Artis Gallery, Bukarest
- 2006: Talos Kedl,  Galerie Gans, Wien
- 2006–2019: Skulptur Instrument, Leihgabe für das Haus der Musik, Wien
- 2007: Skulpturenpark – Parkskulpturen im Areal des Schlosses Hetzendorf, Wien
- 2007: Alles Blech im ÖBV-Atrium, Wien
- 2008: Präsentation Groß-Plastiken Galaktische Wächter, Life-Ball, Rathaus Wien
- 2008: Platzgestaltung mit fünf Großskulpturen,[1]
- 2009: Talos Kedl – Galerie der Freischaffenden, Wien
- 2010: Errichtung der Kunstwiese Markt Neuhodis
- 2011: Präsentation zweier Groß-Plastiken, Circus Louis Knie, Wien
- 2012: Österreichisches Kulturforum Berlin,[2]
- 2013: Schallwellen, Preisgestaltung für Sounddesign bei der Diagonale, Graz
- 2013: Österreichisches Kulturforum Budapest,[3]
- 2014: Talos Kedl, Schattendorf, Burgenland
- 2014: Heavy Metal, Kunsthalle Feldbach, Steiermark
- 2015: Errichtung der Skulptur Eleganza, Wohnhausanlage Strasshof an der Nordbahn
- 2017: Skulptur Fels,[4]
- 2018: Skulptur Pannonia Montis, GEDESAG-Wohnhausanlage, Hainburg a. d. Donau

## Gruppenausstellungen (Auswahl)
- 2002: First International Miniature Sculpture Exhibition Taiwan 2002, National Museum of History, Taipeh
- 2003: Young Generation, Galerie Peithner-Lichtenfels, Wien
- 2004: Nord-Art Büdelsdorf, Deutschland
- 2004: Teilnahme Internationales Künstlersymposium, Faget, Rumänien
- 2005: Galerie der Artist’s Union  Bukarest, Rumänien
- 2008: Thetis Environment, Galerie Hana Hiroo, Tokyo, Japan
- 2009: Kluge Köpfe gemeinsam am See, Galerie Rimmer, Velden[5]; abgerufen am 8. April 2020.
- 2011: Das Kreuz in der Bildhauerei – Symbol Religion Mythos NÖ Art-Wanderausstellung, Neulengbach[6]
- 2012: Teilnahme an der GZ-ArtBasel, Schweiz
- 2014: Skulpturen im Park, Schloss Halbturn, Burgenland
- 2015: Kedl & Kedl – Figur & Natur, Galerie Straihammer und Seidenschwann, Wien[7]
- 2019: KGB-Polychrom, Offenes Haus Oberwart, Burgenland[8]
- 2019: Kedl & Kedl – Metall und Papier, Museum Langenzersdorf
- 2019: Kunstverkehr, Stadtgalerie Wiener Neustadt
- 2020: Die Natur der Familie Kedl, ORF-Funkhaus Eisenstadt[9]

## Filmporträts
- 1998: Fernsehporträt Talos Kedl, Burgenländisches Kabelfernsehen
- 2004: Filmporträt Talos Kedl von Joerg Burger
- 2007: Filmporträt Talos Kedl – Alles Blech von Willi Gaube
- Sammlung von Filmen über das Werk von Talos Kedl
  - 2016: Diego Mune spielt zu Talos Kedls Skulpturen, #intervent 9, Film von Leo Hemetsberger
  - 2016: Kunstwiese Markt Neuhodis von Dieter Mandl
  - 2016: Denkmal Marpe Lanefesch
  - 2019: Kedl & Kedl Bericht von tv21.at, Museum Langenzersdorf
  - 2019: Talos Kedl Kunstwiese von Leo Hemetsberger
  - 2020: Die Natur der Familie Kedl, TV-Bericht des ORF-Landesstudios Burgenland

## Werke
- Werkovits, Petra / Vukics, Peter (2018): Paradies an der Pinka. Der Bezirk Oberwart.  Fotos der Kunstwiese, S. 74–75, 80, Schmidbauer GmbH
- NöART (2015): Ausstellungsreihe der NöART – Niederösterreichische Gesellschaft für Kunst und Kultur im Jahr 2015 in Niederösterreich. S. 58, ISBN 978-3-9503446-9-1
- Knack, Hartwig: (2015) Kedl & Kedl. Figur und Natur. Reportage zur Ausstellung im Herbst 2015 in der Galerie Streihammer und Seidenschwann, 1010 Wien. In: Parnass Kunstmagazin, Heft 3/2015. PARNASS Verlag Ges.m.b.H, GZ02Z032769M
- Maltrovsky, Eva u. a. (2012): Schnittpunkt Burgenland. Wege der Kunst ins 21. Jahrhundert. S. 80, WAB, Band 145, Eisenstadt. ISBN 978-3-85405-195-4
- Strunz, Gunnar (2012): Burgenland. Natur und Kultur zwischen Neusiedler See und Alpen. S. 195 Trescher Verlag, Berlin. ISBN 978-3-89794-221-9
- NöArt, Dagmar Chobot (Hg.) (2011): Das Kreuz in der Bildhauerei. Symbol Religion Mythos., S. 18ff, 39, 63, 69, 74, 80, 90, ISBN 978-3-9502874-3-1
- Schmögner, Petra/Vukics, Peter (2011): Das Künstlerdorf Neumarkt an der Raab. S. 235 Residenz Verlag. ISBN 978-3-7017-3254-8
- Unger, Günter (2006): Burgenland mon amour. Koordinaten einer Kultur- und Kunstlandschaft. S. 241,  Edition Kenad&Danek, Hornstein. ISBN 3-901783-11-3
- Diözese Eisenstadt (2004): Seid ein Gespräch Abbildung Kupferrelief (Trilogie) S. 104f, ISBN 3-900120-03-X
- Kunstkatalog: (2002) The 1st International Miniature Sculpture Exhibition Taiwan 2002. Abbildung (Abstrakter Knochen), S. 78 ISBN 957-01-2298-6
- Unger, Günter (1999): Die Atmosphäre ist Poesie. Kunst im Burgenland gestern und heute. S. 194 Edition Tusch. Neudörfl, ISBN 3-85063-216-4
- Schmeller, Alfred (1978): Sehschlacht am Canal Grande. Aufsätze und Kritiken., Portraitskizze von Talos Kedl, S. 4 Jugend und Volk, Wien. ISBN 3-7141-6931-8

## Presse
- 6. Februar 2020, im ORF-Burgenland-Magazin
- 6. März 2019, auf meinbezirk.at